# 2010–2011-es osztrák labdarúgó-bajnokság (első osztály)
A 2010–2011-es Österreichische Fußball-Bundesliga vagy szponzorált nevén tipp3-Bundesliga powered by T-Mobile az osztrák labdarúgó-bajnokság legmagasabb szintű versenyének 99. alkalommal megrendezett bajnoki éve volt. A pontvadászat 10 csapat részvételével 2010. július 17-én kezdődött és 2011. május 25-én ért véget.
A bajnokságot a Sturm Graz nyerte meg a címvédő Red Bull Salzburg, és az Austria Wien előtt. Ez volt a klub 3. osztrák bajnoki címe. Az élvonaltól a LASK Linz búcsúzott, helyét a másodosztály bajnoka, az Admira Wacker Mödling foglalta el.
A gólkirályi címet az Austria Wien csatára, Roland Linz nyerte el 21 góllal, az Év Játékosá-nak pedig szintén a bronzérmes csapat labdarúgóját, az irányító középpályás Zlatko Junuzovićot választották meg.

## A bajnokság rendszere
A pontvadászat 10 csapat részvételével zajlott, a csapatok a őszi-tavaszi lebonyolításban oda-visszavágós, körmérkőzéses rendszerben mérkőztek meg egymással. Minden csapat minden csapattal négyszer játszott: kétszer pályaválasztóként, kétszer pedig vendégként.
A bajnokság végső sorrendjét a 36 forduló mérkőzéseinek eredményei határozták meg a szerzett összpontszám alapján kialakított rangsor szerint. A mérkőzések győztes csapatai 3 pontot, döntetlen esetén mindkét csapat 1-1 pontot kapott. Vereség esetén nem járt pont. A bajnokság első helyezett csapata a legtöbb összpontszámot szerzett egyesület, míg az utolsó helyezett csapat a legkevesebb összpontszámot szerzett egyesület volt.
Azonos összpontszám esetén a bajnoki sorrendet az alábbi szempontok alapján határozták meg:
1. a bajnoki mérkőzések gólkülönbsége
2. a bajnoki mérkőzéseken szerzett gólok száma

A pontvadászat győztese lett a 2010–11-es osztrák bajnok, az utolsó helyezett pedig kiesett a másodosztályba.

## Változások a 2009–10-es szezonhoz képest
Kiesett az élvonalból
- Austria Kärnten, 10. helyen

Feljutott a másodosztályból
- Wacker Innsbruck, a másodosztály bajnokaként

## Részt vevő csapatok
| Csapat             | Székhely         | Stadion                 | 2009–10     |
| ------------------ | ---------------- | ----------------------- | ----------- |
| Austria Wien       | Bécs             | Franz Horr Stadion      | 2.          |
| Kapfenberger SV    | Kapfenberg       | Franz-Fekete-Stadion    | 9.          |
| LASK Linz          | Linz             | Linzi stadion           | 7.          |
| SV Mattersburg     | Nagymarton       | Pappelstadion           | 6.          |
| Rapid Wien         | Bécs             | Gerhard Hanappi Stadion | 3.          |
| Red Bull Salzburg  | Salzburg         | Red Bull Arena          | 1.          |
| SV Ried            | Ried im Innkreis | Fill Metallbau Stadion  | 8.          |
| Sturm Graz         | Graz             | UPC-Arena               | 4.          |
| Wacker Innsbruck   | Innsbruck        | Tivoli Neu              | 1. (II. o.) |
| SC Wiener Neustadt | Bécsújhely       | Stadion Wiener Neustadt | 5.          |

## Végeredmény
| #   | Csapat              | M  | GY | D  | V  | G+ – G– | GK  | P                                                       | Megjegyzések                                   |
| --- | ------------------- | -- | -- | -- | -- | ------- | --- | ------------------------------------------------------- | ---------------------------------------------- |
| 1.  | Sturm GrazK (B)     | 36 | 19 | 9  | 8  | 66–33   | +33 | 66                                                      | 2011–2012-es Bajnokok Ligája – 2. selejtezőkör |
| 2.  | Red Bull SalzburgCV | 36 | 17 | 12 | 7  | 53–31   | +22 | 63                                                      | 2011–2012-es Európa-liga – 2. selejtezőkör     |
| 3.  | Austria Wien        | 36 | 17 | 10 | 9  | 65–37   | +28 | 61                                                      | 2011–2012-es Európa-liga – 2. selejtezőkör     |
| 4.  | SV Ried (KGY)       | 36 | 16 | 10 | 10 | 51–38   | +13 | 58                                                      | 2011–2012-es Európa-liga – 3. selejtezőkör1    |
| 5.  | Rapid Wien          | 36 | 14 | 11 | 11 | 52–42   | +10 | 53 \| rowspan="5" style="background-color: #fafafa;" \| |                                                |
| 6.  | Wacker InnsbruckÚ   | 36 | 13 | 11 | 12 | 43–42   | +1  | 50                                                      |                                                |
| 7.  | SC Wiener Neustadt  | 36 | 14 | 8  | 14 | 44–52   | −8  | 50                                                      |                                                |
| 8.  | Kapfenberger SV     | 36 | 9  | 11 | 16 | 42–61   | −19 | 38                                                      |                                                |
| 9.  | SV Mattersburg      | 36 | 7  | 10 | 19 | 29–56   | −27 | 31                                                      |                                                |
| 10. | LASK Linz (K)       | 36 | 3  | 10 | 23 | 22–75   | −53 | 19                                                      | Erste Liga                                     |

Forrás: bundesliga.at (németül) 
A rangsorolás alapszabályai: 1. összpontszám, 2. egymás elleni eredmények összpontszáma, 3. gólkülönbség, 4. szerzett gólok száma.
1Az SV Ried nyerte a osztrák kupát, ezért a 2011–2012-es Európa-liga 3. selejtezőkörében indult.
(B): Bajnokcsapat, (K): Kieső csapat, (F): Feljutó csapat, (I): Kupainduló, (R): A rájátszás győztese, (KGY): Kupagyőztes

## Eredmények

### Az 1–18. forduló eredményei
| Hazai \ Vendég1    | AWI | KSV | LAS | MAT | RAP | RBS | RIE | STU | WAC | WNE |
| Austria Wien       |     | 5–1 | 4–1 | 2–0 | 0–1 | 0–0 | 0–1 | 2–3 | 0–3 | 1–1 |
| Kapfenberger SV    | 1–1 |     | 4–1 | 3–1 | 0–0 | 0–0 | 3–3 | 0–4 | 2–4 | 1–2 |
| LASK Linz          | 3–4 | 0–1 |     | 0–1 | 1–0 | 1–2 | 0–3 | 0–4 | 0–0 | 2–1 |
| SV Mattersburg     | 0–3 | 0–1 | 3–3 |     | 2–2 | 1–0 | 1–4 | 1–1 | 0–2 | 0–3 |
| Rapid Wien         | 0–1 | 3–2 | 5–0 | 2–0 |     | 2–1 | 3–0 | 3–1 | 1–1 | 1–2 |
| Red Bull Salzburg  | 1–1 | 0–2 | 0–0 | 1–0 | 1–1 |     | 1–0 | 2–0 | 4–0 | 4–2 |
| SV Ried            | 2–1 | 1–0 | 1–0 | 1–3 | 3–1 | 1–2 |     | 0–3 | 1–0 | 2–0 |
| Sturm Graz         | 0–2 | 2–0 | 5–0 | 2–0 | 0–2 | 0–0 | 0–1 |     | 2–0 | 4–2 |
| Wacker Innsbruck   | 0–1 | 1–3 | 2–0 | 2–1 | 4–0 | 0–1 | 1–0 | 2–2 |     | 0–0 |
| SC Wiener Neustadt | 0–0 | 3–0 | 5–0 | 1–0 | 1–1 | 1–0 | 0–5 | 0–3 | 1–0 |     |

Forrás: bundesliga.at (németül) 
1A hazai csapatok a bal oldali oszlopban szerepelnek.
Színek: Zöld = hazai győzelem; Sárga = döntetlen; Piros = vendéggyőzelem.
 

### A 19–36. forduló eredményei
| Hazai \ Vendég1    | AWI  | KSV | LAS | MAT | RAP | RBS | RIE | STU | WAC | WNE |
| Austria Wien       |      | 2–0 | 5–0 | 0–1 | 0–1 | 2–4 | 1–0 | 2–2 | 1–0 | 4–0 |
| Kapfenberger SV    | 3–3  |     | 2–2 | 2–1 | 1–1 | 0–1 | 2–1 | 0–5 | 0–0 | 0–1 |
| LASK Linz          | 0–4  | 0–3 |     | 0–1 | 1–2 | 1–1 | 1–1 | 0–2 | 0–1 | 2–3 |
| SV Mattersburg     | 1–2  | 1–1 | 1–1 |     | 1–0 | 0–1 | 2–2 | 1–1 | 2–1 | 1–1 |
| Rapid Wien         | 0–32 | 2–0 | 0–0 | 0–0 |     | 1–2 | 2–0 | 0–2 | 3–3 | 4–1 |
| Red Bull Salzburg  | 1–1  | 4–2 | 0–1 | 2–0 | 1–1 |     | 2–2 | 2–1 | 2–3 | 4–0 |
| SV Ried            | 1–1  | 2–0 | 2–0 | 1–1 | 2–1 | 2–2 |     | 0–0 | 2–2 | 1–0 |
| Sturm Graz         | 1–1  | 2–0 | 1–1 | 4–0 | 3–3 | 0–3 | 1–0 |     | 2–1 | 1–0 |
| Wacker Innsbruck   | 0–3  | 1–1 | 1–0 | 2–0 | 0–3 | 1–1 | 1–1 | 1–0 |     | 1–0 |
| SC Wiener Neustadt | 4–2  | 1–1 | 0–0 | 2–1 | 2–0 | 1–0 | 0–2 | 1–2 | 2–2 |     |

Forrás: bundesliga.at (németül) 
1A hazai csapatok a bal oldali oszlopban szerepelnek.
Színek: Zöld = hazai győzelem; Sárga = döntetlen; Piros = vendéggyőzelem.
2A mérkőzés a 26. percben 2–0-s Austria Wien vezetésnél félbeszakadt, mert a Rapid-szurkolók a pályára rohantak. A mérkőzés 3 pontját 3–0-s gólkülönbséggel a vétlen vendégcsapatnak ítélték. 
 

## A góllövőlista élmezőnye
Forrás: bundesliga.at (németül).
21 gólos
- Roland Linz (Austria Wien)

19 gólos
- Roman Kienast (Sturm Graz)

18 gólos
- Hamdi Salihi (Rapid Wien)
- Roman Wallner (Red Bull Salzburg)

14 gólos
- Deni Alar (Kapfenberger SV)
- Patrick Bürger (SV Mattersburg)

11 gólos
- Johannes Aigner (SC Wiener Neustadt)

10 gólos
- Alan Carvalho (Red Bull Salzburg)
- Marcel Schreter (Wacker Innsbruck)

9 gólos
- Zlatko Junuzović (Austria Wien)
- Guillem Martí (SV Ried)
- Samir Muratović (Sturm Graz)
- Szabics Imre (Sturm Graz)

## Nemzetközikupa-szereplés

### Eredmények
| Csapat            | Kupa            | Forduló         | Ellenfél            | 1. mérk. | 2. mérk. | Össz. |
| ----------------- | --------------- | --------------- | ------------------- | -------- | -------- | ----- |
| Red Bull Salzburg | Bajnokok Ligája | 2. selejtezőkör | HB Tórshavn         | 5–0      | 0–1      | 5–1   |
| Red Bull Salzburg | Bajnokok Ligája | 3. selejtezőkör | Omónia              | 1–1      | 4–1      | 5–2   |
| Red Bull Salzburg | Bajnokok Ligája | Rájátszás       | Hapóél Tel-Aviv     | 2–3      | 1–1      | 3–4   |
| Red Bull Salzburg | Európa-liga     | Csoportkör      | Manchester City     | 0–2      | 0–2      | 0–2   |
| Red Bull Salzburg | Európa-liga     | Csoportkör      | Lech Poznań         | 0–2      | 0–2      | 0–2   |
| Red Bull Salzburg | Európa-liga     | Csoportkör      | Juventus            | 1–1      | 1–1      | 1–1   |
| Red Bull Salzburg | Európa-liga     | Csoportkör      | Juventus            | 0–0      | 0–0      | 0–0   |
| Red Bull Salzburg | Európa-liga     | Csoportkör      | Manchester City     | 0–3      | 0–3      | 0–3   |
| Red Bull Salzburg | Európa-liga     | Csoportkör      | Lech Poznań         | 0–1      | 0–1      | 0–1   |
| Sturm Graz        | Európa-liga     | 3. selejtezőkör | Dinamo Tbiliszi     | 2–0      | 1–1      | 3–1   |
| Sturm Graz        | Európa-liga     | Rájátszás       | Juventus            | 1–2      | 0–1      | 1–3   |
| Austria Wien      | Európa-liga     | 2. selejtezőkör | NK Široki Brijeg    | 2–2      | 1–0      | 3–2   |
| Austria Wien      | Európa-liga     | 3. selejtezőkör | Ruch Chorzów        | 3–1      | 3–0      | 6–1   |
| Austria Wien      | Európa-liga     | Rájátszás       | Árisz               | 0–1      | 1–1      | 1–2   |
| Rapid Wien        | Európa-liga     | 2. selejtezőkör | Sūduva Marijampolė  | 2–0      | 4–2      | 6–2   |
| Rapid Wien        | Európa-liga     | 3. selejtezőkör | Beroe Sztara Zagora | 1–1      | 3–0      | 4–1   |
| Rapid Wien        | Európa-liga     | Rájátszás       | Aston Villa         | 1–1      | 3–2      | 4–3   |
| Rapid Wien        | Európa-liga     | Csoportkör      | FC Porto            | 0–3      | 0–3      | 0–3   |
| Rapid Wien        | Európa-liga     | Csoportkör      | Beşiktaş JK         | 1–2      | 1–2      | 1–2   |
| Rapid Wien        | Európa-liga     | Csoportkör      | CSZKA Szofija       | 2–0      | 2–0      | 2–0   |
| Rapid Wien        | Európa-liga     | Csoportkör      | CSZKA Szofija       | 1–2      | 1–2      | 1–2   |
| Rapid Wien        | Európa-liga     | Csoportkör      | FC Porto            | 1–3      | 1–3      | 1–3   |
| Rapid Wien        | Európa-liga     | Csoportkör      | Beşiktaş JK         | 0–2      | 0–2      | 0–2   |

Megjegyzés: Az eredmények minden esetben az osztrák labdarúgócsapatok szemszögéből értendőek, a dőlttel írt mérkőzéseket pályaválasztóként játszották.

### UEFA-együttható
A nemzeti labdarúgó-bajnokságok UEFA-együtthatóját az osztrák csapatok Bajnokok Ligája-, és Európa-liga-eredményeiből számítják ki. Ausztria a 2010–11-es bajnoki évben 4,375 pontot szerzett, ezzel a 19. helyen zárt.
| Csapat            | SGY | SD | SV | GY | D | V | Bónusz | Pont   | Átlag |
| ----------------- | --- | -- | -- | -- | - | - | ------ | ------ | ----- |
| Red Bull Salzburg | 2   | 2  | 2  | 0  | 2 | 4 | 0,000  | 5,000  |       |
| Sturm Graz        | 1   | 1  | 2  | 0  | 0 | 0 | 0,000  | 1,500  |       |
| Austria Wien      | 3   | 2  | 1  | 0  | 0 | 0 | 0,000  | 4,000  |       |
| Rapid Wien        | 4   | 2  | 0  | 0  | 0 | 0 | 0,000  | 7,000  |       |
| Összesen          | 10  | 7  | 5  | 1  | 2 | 9 | 0,000  | 17,500 | 4,375 |

## A bajnoki évad magyar labdarúgói
- Bodnár László (Red Bull Salzburg; 8/0)
- Sáfár Szabolcs (Austria Wien; 3/0)
- Szabics Imre (Sturm Graz; 33/9)
- Waltner Róbert (SV Mattersburg; 24/4)

Megjegyzés: zárójelben a labdarúgó klubja, bajnoki mérkőzéseinek, illetve góljainak száma olvasható.

## Külső hivatkozások
- A bajnokság hivatalos oldala (németül)
- Eredmények és tabella az rsssf.com-on (angolul)
- Eredmények és tabella a Soccerwayen (angolul)